# 名古屋北郵便局
名古屋北郵便局（なごやきたゆうびんきょく）は、愛知県名古屋市北区にある郵便局。民営化前の分類では集配普通郵便局であった。

## 概要
住所：〒462-8799 愛知県名古屋市北区辻本通2-20-1

## 沿革
- 1966年（昭和41年）7月4日 - 名古屋北郵便局として、北区辻本通にて開局[2]。
- 1978年（昭和53年）7月1日 - 名古屋大蒲簡易郵便局の廃止に伴い、取扱事務を承継。
- 1991年（平成3年）7月22日 - 新局舎において業務が開始される[3]。
- 1998年（平成10年）9月1日 - 外国通貨の両替および旅行小切手の売買に関する業務取扱を開始。
- 2007年（平成19年）10月1日 - 民営化に伴い、併設された郵便事業名古屋北支店に一部業務を移管。
- 2012年（平成24年）10月1日 - 日本郵便株式会社発足に伴い、郵便事業名古屋北支店を名古屋北郵便局に統合。

## 取扱内容
- 郵便、印紙、ゆうパック、内容証明[1]
- 貯金、為替、振替、振込、国際送金、外貨両替・トラベラーズチェック、国債、投資信託[1]
- 生命保険、バイク自賠責保険、自動車保険、変額年金保険[1]
- 地方公共団体事務（名古屋市バス・電車利用券などの交付）
- ゆうちょ銀行ATM[1]
- 「462-00xx」「462-08xx」区域（名古屋市北区の全域）の集配業務
- ゆうゆう窓口[1]

## 周辺
- 堀川・御用水跡街園
- 名古屋市立辻小学校

## アクセス
- 名鉄小牧線・名古屋市営地下鉄上飯田線 上飯田駅から西へ約700m、徒歩で約8分。
- 名古屋市営地下鉄名城線 志賀本通駅から北へ約900m、徒歩で約10分。
- 名古屋市営バス「辻本通」停留所下車。
- 名古屋高速1号楠線 黒川出入口から北東へ約1.5km。
- 駐車場あり：10台[1]